# حمض السيلينيك
حمض السيلينيك هو مركب كيميائي لاعضوي صيغته الكيميائية H2SeO4؛ ويوجد في الشروط القياسية على شكل بلورات عديمة اللون. تسمى أملاح هذا الحمض سيلينات.

## التحضير
يحضر حمض السيلينيك من أكسدة حمض السيلينوز H2SeO3 أو ثنائي أكسيد السيلينيوم SeO2 بمؤكسد قوي مثل بيروكسيد الهيدروجين أو بيرمنغنات البوتاسيوم أو حمض الكلوريك:
{\displaystyle \mathrm {H_{2}SeO_{3}+H_{2}O_{2}\ \rightarrow \ H_{2}SeO_{4}+H_{2}O} }
{\displaystyle {\ce {SeO2 + H2O2 -> H2SeO4}}}

## الخواص
للمركب بنية جزيئية رباعية السطوح وفق نظرية فسيبر VSEPR؛ ويبلغ طول الرابطة Se–O مقدار 161 بيكومتر. يتبلور المركب في الحالة الصلبة وفق نظام بلوري معيني قائم.
يستطيع حمض السيلينيك الساخن والمركّز أن يتفاعل مع الذهب أيضاً ليتشكّل محلول أصفر محمرّ من سيلينات الذهب.
{\displaystyle \mathrm {2\ Au+6\ H_{2}SeO_{4}\ \rightarrow Au_{2}(SeO_{4})_{3}+3\ H_{2}SeO_{3}+3\ H_{2}O} }

## الاستخدامات
لحمض السيلينيك تطبيقات عملية محدودة، إذ يستخدم غالباً في مجال الأبحاث في المختبرات.